# Aleksandr Komaristy
Aleksandr Igoriewicz Komaristy (ros. Александр Игоревич Комаристый; ur. 2 października 1989 w Siewierodoniecku, Ukraińska SRR) – rosyjski hokeista.

## Kariera
- HK Homel 2 (2006-2008)
- Jużnyj Urał Orsk (2008-2009)
- Mietałłurg Miednogorsk (2009)
- Witiaź Czechow (2009-2011)
  -  (2009-2010)
- Spartak Moskwa (2011-2013)
- Nieftiechimik Niżniekamsk (2012-2013)
- Kristałł Saratów (2013)
- Buran Woroneż (2014)
- Mietałłurg Nowokuźnieck (2014-2017)
- Spartak Moskwa (2017)
- Jugra Chanty-Mansyjsk (2017-2018)
- Saryarka Karaganda (2018)
- Rubin Tiumeń (2018-2019)
- Saryarka Karaganda (2019)
- Dinamo Sankt Petersburg (2019-)

Wychowanek klubów Wympieł i Wastom w Moskwie. Od lipca 2011 zawodnik Spartaka Moskwa, od lipca 2012 w Nieftiechimiku, który zwolnił go w grudniu 2013. Od połowy stycznia 2014 zawodnik Buranu Woroneż. Od lata 2014 do kwietnia 2017 zawodnik Mietałłurga Nowokuźnieck. Od maja 2017 ponownie zawodnik Spartaka. Od grudnia 2017 zawodnik Jugry. Latem 2018 był testowany przez polski klub z Torunia. We wrześniu 2018 został zawodnikiem. W październiku 2018 przeszedł do Rubina Tiurmeń. Przed sezonem 2019/2020 ponownie został graczem Saryarki. Po raz drugi po krotki czasie tamże opuścił klub, przechodząc pod koniec września 2019 do Dinama Sankt Petersburg.

## Sukcesy
Reprezentacyjne
- Brązowy medal mistrzostw świata juniorów do lat 20: 2009

Klubowe
- Srebrny medal  WHL: 2019 z Rubinem Tiumeń

Indywidualne
- KHL (2009/2010): najlepszy pierwszoroczniak miesiąca - styczeń 2010